# 1971年飓风伊迪丝
飓风伊迪丝（英語：Hurricane Edith）是1971年大西洋飓风季期间最强烈的飓风，于9月5日由一股东风波发展而成，然后迅速在加勒比海增强至飓风强度。风暴在9月9日快速增强并以萨菲尔-辛普森飓风等级下的五级飓风强度在格拉西亞斯-阿迪奧斯角登陆。然后短暂进入洪都拉斯湾并穿越墨西哥尤卡坦半岛后在中美洲上空快速减弱。风暴在途经墨西哥湾时因受到一个低压槽的影响而转向东北，并在加速朝陆地进发的同时再度增强，于9月16日以风速每小时170公里强度在路易斯安那州登陆。之后系统稳步减弱，于9月18日在乔治亚州上空消散。
飓风在阿鲁巴附近经过时导致两人丧生。伊迪丝以五级飓风强度袭击中美洲，摧毁了成百上千户民宅，至少导致35人遇难。德克萨斯州因涨潮导致沿海地区出现洪灾，但没有造成严重损失。路易斯安那州部分地区因风暴而引发山洪和龙卷风爆发，导致了中到重度损失。巴吞鲁日出现的一场藤田级数达到的龙卷风摧毁了多所房屋，还令多人受伤。向东远至佛罗里达州都出现了龙卷风爆发，几幢小型建筑物被完全摧毁。整个美国因这场飓风导致的经济损失达到2500万美元（1971年美元，相当于1.94億2025年美元）。

## 气象历史
8月31日，一股东风波从达喀尔附近海岸离开非洲，并向西进入热带辐合带，于9月2日组织成一股拥有小规模圆形对流区域的热带扰动。系统继续西进，经过西经40°线后其对流有所减少。到了次日，热带扰动在热带辐合带的云层下几乎已经看不出来。东风波逐渐与热带辐合带分离，一架飓风猎人侦察机的报告表明系统内存在下层环流，并且估计于9月5日在位于格林纳达以东约415公里海域上空发展成了热带低气压。
低气压快速西进，于9月6日清晨经过小安的列斯群岛南部。环流的南部在委內瑞拉东北部经过，不过进入加勒比海后，另一架侦察机未能确认系统中存在下层环流。此后不久，低气压由于进入了一片风切变较为轻微的区域而开始组织起来并进一步加强，于9月7日在库拉索附近达到热带风暴强度，美国国家飓风中心因此将其命名为“伊迪丝”（Edith）。起初，风暴西北方向约1200公里处有一股冷心上层低气压持续存在，伊迪丝因一片狭窄而持久的高压脊影响而向西北偏西方向移动，这片高压脊从大西洋西南部一直延续到了墨西哥湾。随着继续朝加勒比地区的开阔海域前进，上层低气压也逐渐减弱并由一股反气旋替换。风暴因此得以进一步增强，于9月8日在加勒比海中南部达到飓风强度。
9月9日，风暴迅速增强，仅24小时内就从飓风强度的最低标准增强为风速达每小时260公里的五级飓风，这时其所处位置在尼加拉瓜近海。导致风暴快速强化的原因尚不清楚，据气象部门推测，这有可能是因上层对流层中的一股上层低气压转变成反气旋所释放出的斜压能量所致。飓风达到最高强度时飞入系统的侦察机报告遇到了极强的乱流，对机组人员的安全构成威胁。风暴中心出现了一个非常清晰的风眼，其直径仅有8公里。9月9日晚，飓风在尼加拉瓜东北部的格拉西亞斯-阿迪奧斯角登陆。

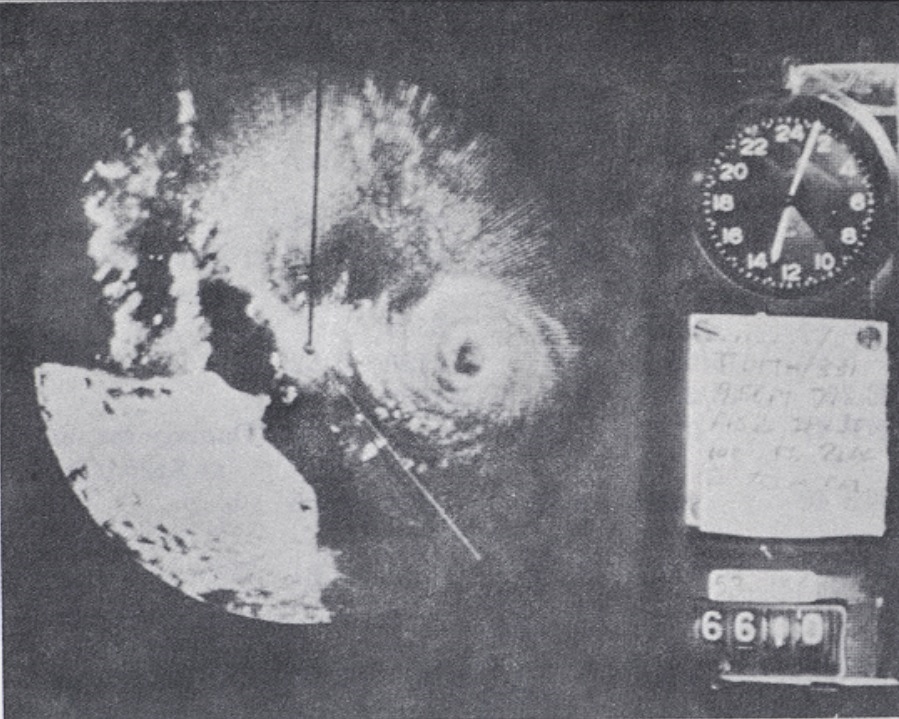
伊迪丝达到最高强度时的雷达图像

由于进入了中美洲东北部的山区地形，飓风伊迪丝迅速减弱，登陆18小时后风速就已降至每小时130公里，属一级飓风强度，并进入了洪都拉斯湾。风暴在向东北方向行进的过程中继续减弱，并以风速每小时115公里的热带风暴强度在伯利兹市附近登陆。之后伊迪丝穿过尤卡坦半岛并进一步削弱，于9月11日晚以热带风暴强度的最低标准在坎佩切附近进入墨西哥湾。伊迪丝接下来朝西北方向行进，起初虽然风切变较弱，水温也较高，但系统并未再次增强。这是因为受到了一片与墨西哥湾西北部上空存在的飓风弗恩（Fern）紧密联系的反气旋影响。该反气旋生成一股东风上层气流穿过伊迪丝，这样的环境不利于系统强化。之后飓风弗恩进入德克萨斯州内陆上空，伊迪丝周围的气流开始有利于其发展，风暴进入墨西哥湾36小时后有了小幅度的再次增强。
伊迪丝继续向西北偏西方向的墨西哥海岸进发，但到了9月14日清晨，风暴在塔毛利帕斯州近海停止了前进。一道中纬度低压槽朝风暴逼近，迫使伊迪丝转朝东北方向缓慢漂移。这时系统离墨西哥海岸仅有几公里的距离，并且也没有得到增强。9月15日，风暴加速朝东北前进并增强至飓风强度，然后转朝东北偏东方向的路易斯安那州海岸进发，于9月16日在卡梅伦以南约48公里的一片人烟稀少的地区登陆，登陆时风速为每小时170公里，属于二级飓风。这次到达陆地上空后，伊迪丝迅速减弱，在路易斯安那州上空降级为热带风暴，再在密西西比州境内减弱成热带低气压。低气压继续朝东北偏东方向移动，于9月18日在乔治亚州西北部上空消散。

## 防灾措施
伊迪丝在中美洲登陆前14小时，美国国家飓风中心向民众警告这场正在靠近飓风是極度危險，並请大家做好防風措施。风暴位于墨西哥湾时，美国国家飓风中心向从路易斯安那州卡梅伦到摩根城之间地区发布了飓风警告，这时距飓风登陆还有18个小时。之后，伊迪丝也正好是在获得警告区域的中间位置登陆。
伯利兹政府下令对低洼地区居民实行强制撤离，成百上千的居民因此透過国际机场往美国避難。政府还派出警察部队维持秩序，防止抢劫。
墨西哥湾的多个石油设施因飓风的威胁而暂时关闭或置于自动控制状态。向东远至密西西比州沿海水域的钻机平台工作人员都做好准备，一旦风暴的实际行进路线比预期更加偏东则进行撤离。此外，路易斯安那州沿海地区成千上万的居民在飓风来临前予以疏散。沿海城市开放了多个避难所，许多人购买应急物资应对风暴开袭。政府还关闭了路易斯安那州南部的大部分学校。

## 影响

### 加勒比地区

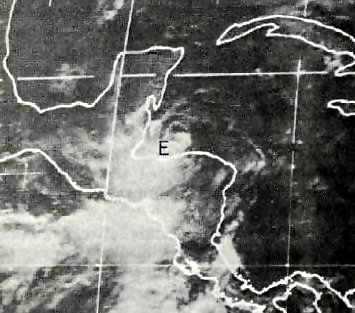
伊迪丝正在进入洪都拉斯湾

系统以热带低气压强度经过小安的列斯群岛南部时产生了暴雨，风速约为每小时55公里。之后伊迪丝给阿鲁巴带去了热带风暴强度的狂风，阵风时速达到95公里，有两位渔民被报失踪，之后推定已经因这场风暴而死亡。
伊迪丝给尼加拉瓜东北部和洪都拉斯东部带去了狂风，倫皮拉港报告的非正式数据显示持续风速达每小时225公里。新闻报道显示格拉西亚斯角区域所有的房屋不是被毁就是严重受损，致使7000人无家可归。英属洪都拉斯气象部门表示格拉西亚斯角附近地区有100人丧生，不过之后的报道确认尼加拉瓜共计死亡人数为35，经济损失估计超过38万美元（1971年美元，相当于295萬2025年美元）。三架美国空军飞机向尼加拉瓜的飓风灾民送去了食品，医疗用品和燃料。飓风在洪都拉斯产生了狂风和4.5米高的潮汐，狂浪摧毁了40条渔船。还有报道称多个村庄也完全被这场飓风摧毁，不过幸运的是整个洪都拉斯没有出现人员丧生的报道。
伯利兹近海岛屿报告遭遇了时速95公里的强风，该国南部有几个镇因风暴而爆发洪灾，部分建筑物受损。有报道称猴河镇（Monkey River Town）附近受到了严重损失。

### 美国

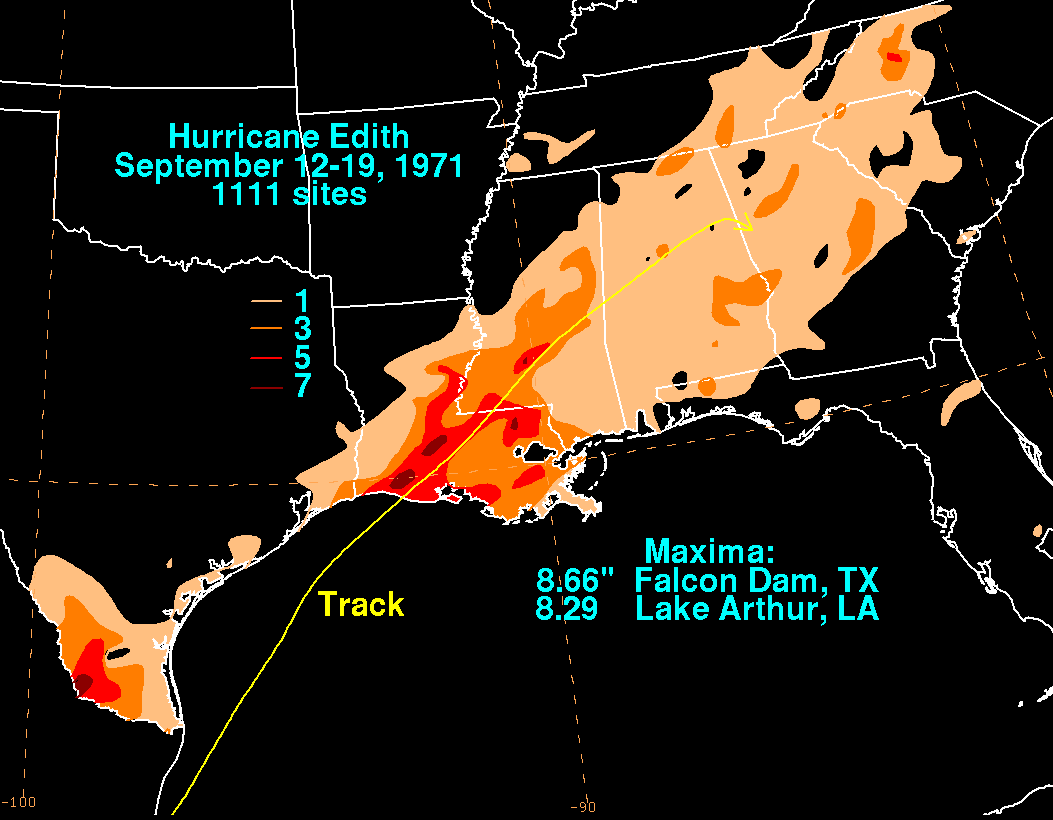
飓风伊迪丝的降雨分布

德克萨斯州的两个气象监测站纪录到了热带强度的持续风速，加尔维斯敦报告的最强阵风时速为85公里。从该州经过时，伊迪丝在局部地区产生了高于正常水平超过1.2米的潮汐，淹没了87号高速公路的部分路段。风暴给部分地区带去了小到中等程度降水，其中以杰佛逊县的萨宾帕斯（Sabine Pass）降雨量最高，达到89毫米。狂风刮倒了多棵树木和电线杆，全州经济损失约为18万美元（1971年美元，相当于140萬2025年美元）。
飓风在路易斯安那州近海导致三艘船只失事，幸运的是所有乘客均安全获救。伊迪丝在该州登陆期间，摩根城附近的赛普里蒙特点（Cypremont Point）潮汐比正常水平高2.9米。卡梅伦的一个陆地气象站报告了时速111公里的狂风，这也是所有陆地气象站测得的最高风速，同时该站还报告了每小时155公里的阵风。不过因飓风登陆点附近缺少记录仪器，所以无法确定是否还出现过更高的风速。路易斯安那州的总体降雨量为中等，其中该州西南部超过了200毫米。飓风前方有一片强烈的雨带，与侵入飓风环流的冷空气相结合，在路易斯安那州和阿拉巴马州产生了16个龙卷风。其中一个级龙卷风在巴吞鲁日东部郊区的居民区着陆，并在陆地上间断前行了11公里，造成总计数额达250万美元（1971年美元，相当于1941萬2025年美元）的严重财产损失，还导致三人受伤。另一场在坦吉帕霍阿堂区着陆的级龙卷风在陆地上行进了6公里，造成了25万美元（1971年美元，相当于194萬2025年美元）的经济损失，还有一场级龙卷风席卷了圣马丁堂区5公里长的区域，导致6人受伤。这场飓风给路易斯安那州西南部的的甘蔗作物造成了大范围损失。伊迪丝袭击美国约一个月后，美国总统理查德·尼克松宣布路易斯安那州部分地区为灾区，受到影响的公民因此可以获得救灾资金的援助。
密西西比州哈蒂斯堡遭遇了时速112公里的阵风，多个地点报告了热带风暴强度的狂风。风暴还给该州带去了中等程度降水，其中最高的利伯蒂达到156毫米。伊迪丝给阿拉巴马州带去了小雨和中等强度阵风，莫比尔出现了0.8米高的风暴潮。风暴在阿拉巴马州催生了四个龙卷风，其中三个达到级。有两个在鲍德温县着陆，其中一个摧毁了两户民宅，还损及了另外多户，另一个则摧毁了两所移动房屋，几个谷仓，还令十幢房屋受损。另外两个龙卷风在华盛顿县着陆，其中一个摧毁了多座小型建筑物，并刮倒了几棵树木。伊迪丝给佛罗里达州带去了小雨和略高于正常水平的潮汐，还在彭萨科拉催生出一个龙卷风，导致1人受伤，经济损失25000美元（1971年美元，相当于19.4萬2025年美元）。整个美国因这场风暴造成的经济损失达到2500万美元（1971年美元，相当于1.94億2025年美元），其中主要来自路易斯安那州的农作物受损，不过该国没有出现人员丧生的报道。